# Viola karakalensis
Viola karakalensis är en violväxtart som beskrevs av Michail Klokov.. 
Viola karakalensis ingår i släktet violer och familjen violväxter. Inga underarter finns listade i Catalogue of Life.